# Astreptorhachis ohioensis
L’astreptorachide (Astreptorhachis ohioensis) è un anfibio estinto, appartenente ai temnospondili. Visse nel Carbonifero superiore (circa 300 milioni di anni fa) e i suoi resti fossili sono stati ritrovati in Nordamerica (Ohio).

## Descrizione
Questo animale è noto solo per alcune vertebre fossili, e non è quindi possibile una ricostruzione dettagliata. Le vertebre, tuttavia, sono molto simili a quelle di un altro anfibio paleozoico, Platyhystrix del Permiano inferiore. Si suppone quindi che l'aspetto di Astreptorhachis fosse simile a quello del suo parente più noto, con un corpo compatto e una sorta di “vela” lungo il dorso. Le spine neurali erano allungate, e contrariamente a Platyhystrix, la loro sommità era fusa a quella della spina neurale successiva. La superficie laterale delle spine neurali era inoltre ricoperta da tubercoli allineati in file longitudinali che tendevano a divergere o a confondersi nella parte distale delle spine neurali. 

## Classificazione
I fossili di Astreptorhachis ohioensis furono ritrovati negli anni '60 nei pressi di Conemaugh, in Ohio, e vennero descritti nel 1971 da Vaughn. Astreptorhachis doveva essere uno stretto parente di Platyhystrix, un anfibio più conosciuto rinvenuto in terreni più recenti (Permiano inferiore) sempre in Nordamerica. Questi due animali fanno parte dei dissorofidi, anfibi temnospondili dalle attitudini compiutamente terrestri, dotati di zampe robuste e corpi corazzati. Astreptorhachis e Platyhystrix fanno tuttavia parte di una radiazione di dissorofidi relativamente antica ma molto specializzata, comprendente forme dall'insolita vela dorsale. 

## Paleobiologia
Benché più corte in altezza, le spine neurali di Astreptorhachis formavano una struttura più rigida rispetto a quella di Platyhystrix a causa della fusione della parte sommitale, e rendevano il dorso dell'animale pressoché incapace di flettersi. Non è chiaro come questa specializzazione venisse utilizzata dall'animale. Nello stesso giacimento in cui sono stati ritrovati i resti di Astreptorhachis sono stati ritrovati i fossili di un grande predatore acquatico, Neopteroplax.